# Bound for Glory 2018
Bound for Glory 2018 è la ventesima edizione edizione del pay-per-view prodotto dalla federazione Impact Wrestling (IW). L'evento avrà luogo il 14 ottobre 2018.

## Evento
Bound for Glory sarà caratterizzato da incontri di wrestling professionistici che coinvolgono diversi lottatori da feud e storyline preesistenti. I wrestler rappresentano personaggi negli eventi scritti che hanno costruito tensioni e culminano in un match di wrestling o vari match.
Il 17 agosto in un video è stato mostrato che a Destination X approderà Johnny Impact. Ha fatto il suo debutto televisivo in-ring sull'episodio di GFW Impact del 24 agosto in un Gauntlet match per il vacante Impact Global Championship, finendo nelle ultime tre prima di essere eliminato dal vincitore Eli Drake. La settimana seguente, Eddie Edwards ha interrotto la celebrazione del titolo di Drake, che ha portato a un tag-team match nell'evento principale, vinto da Drake e Chris Adonis. L'edizione del 14 settembre di GFW Impact!, Johnny Impact ha sconfitto Low Ki per diventare il primo contendente al Impact Global Championship a Victory Road. Dopo il match è stato brutalmente assalito da Drake e Adonis.
Alberto El Patrón è pronto a fare il suo ritorno all'evento.

## Risultati
| # | Match | Stipulazione                                      | Durata |
| - | --- | ------------------------------------------------- | ------ |
| 1 | Rich Swann e Willie Mack battono Matt Sydal ed Ethan Page                                                | Tag Team Match                                    | 12:20  |
| 2 | Eli Drake batte James Ellsworth                                                                          | Singles Match                                     | 02:10  |
| 3 | Tessa Blanchard (c) batte Taya Valkyrie                                                                  | Singles Match per l'Impact Knockouts Championship | 10:36  |
| 4 | Eddie Edwards batte Moose tramite squalifica                                                             | Singles Match                                     | 02:00  |
| 5 | Eddie Edwards e Tommy Dreamer battono Moose e Killer Kross                                               | No Disqualification Tag Team Match                | 09:30  |
| 6 | Ohio Versus Everything (Dave Crist, Jake Crist e Sami Callihan) battono Brian Cage, Fénix e Pentagón Jr. | oVe Rules match                                   | 13:31  |
| 7 | The Latin American Xchange (Konnan, Santana and Ortiz) battono The OGz (King, Hernandez e Homicide)      | Concrete Jungle Death Match                       | 09:29  |
| 8 | Johnny Impact (con Taya Valkyrie) batte Austin Aries (c) (con Killer Kross e Moose)                      | Single match per l'Impact World Championship      | 21:03  |